# Арнольд, Эмиль
Эмиль Арнольд (нем. Emil Arnold; псевдоним Разбойник (нем. Räuber); 22 января 1897, Базель — 21 октября 1974, там же) — деятель швейцарского социалистического и коммунистического движения.

## Биография
Родился 22 января 1897 в Базеле. В 1912 стал активистом молодёжного социалистического движения. В годы Первой мировой войны арестован в Германии как участник Союза Спартака и выслан назад в Швейцарию. В Базеле в 1917—1921 исполнял обязанности секретаря в молодёжном социалистическом движении Швейцарии, по линии КИМ тесно работал с Вилли Мюнценбергом в Германии и Швейцарии.
Член Коммунистической партии Швейцарии с момента её основания в марте 1921. В конце этого же года по завершении Третьего конгресса Коминтерна избран в состав его Исполкома.
Начиная с 1923 избирался в парламент кантона Базель и в 1929 стал его председателем. В 1932—1934, а затем в 1951 был также представителем кантона Базель в парламенте Швейцарии. В 1926 занял должность главного редактора газеты Vorwärts, печатного органа компартии в Базеле, а затем коммунистической газеты Freiheit, запрещённой в 1939 году. В 1947 он возобновил публикацию Vorwärts.
В период между мировыми войнами входил в состав ЦК швейцарской компартии. После основания в 1943 Швейцарской партии труда вошёл в состав её Политбюро и оставался членом партии до сентября 1956, когда вышел из неё, разойдясь с партийной линией по отношению к событиям в Венгрии.
В течение своей политической жизни несколько раз был арестован за социалистическую и коммунистическую деятельность: в 1919 провёл 4 месяца в заключении за «подрывную» деятельность; в 1944, когда партия была объявлена вне закона, арестован, но освобождён от трёхмесячного заключения по амнистии; в 1956 получил 6 месяцев за выступление в Будапеште.